# Madagaskarvorkstaartplevier
De madagaskarvorkstaartplevier (Glareola ocularis) is een vogel uit de familie van vorkstaartplevieren (Glareolidae).

## Verspreiding en leefgebied
Deze soort broedt in Madagaskar en verblijft buiten de broedtijd aan de oostkust van Afrika.

## Status
De grootte van de populatie is in 2002 geschat op 5-10 duizend vogels. Op de Rode lijst van de IUCN heeft deze soort de status gevoelig.